# Spoorlijn Zvolen – Vrútky
De spoorlijn Zvolen – Vrútky (lijnnummer 170) is een spoorweg in het westelijk deel van Centraal-Slowakije, die Zvolen verbindt met Vrútky, via Banská Bystrica en Martin. 

## Geschiedenis

Netkaart van de Slowaakse Spoorwegen (ŽSR).

De lijn Zvolen – Vrútky was aanvankelijk bedoeld om deel uit te maken van de Hongaarse Noordelijke Spoorweg: Uhorská severná železnica (Boedapest – Salgótarján – Lučenec – Zvolen – Vrútky).
Het noordelijk traject Dolná Štubňa - Vrútky werd op 12 augustus 1872 in gebruik genomen. Het zuidelijk gedeelte, tussen Zvolen en Banská Bystrica, volgde op 3 september 1873.
Het centrale gedeelte zoals men dat nu kent, tussen Banská Bystrica en Dolná Štubňa, liet langer op zich wachten. Dit deel vergde in zijn huidige toestand zeer ingrijpende terreinwerken.
In Vrútky sluit de lijn aan bij de Košice-Bohumín-spoorlijn. Een aansluiting via Ružomberok werd eertijds overwogen maar deze werd niet verwezenlijkt wegens de kostprijs. Er werd gekozen voor een variant via Kremnica en ten slotte via Harmanec: het huidige traject.
Het plaatselijk passagiersvervoer met stoptreinen op het traject Banská Bystrica - Turčianske Teplice werd in 2012 opgeschort en gedeeltelijk vervangen door snelle treinen met minder stilstanden. Een aantal haltes wordt sedertdien niet meer bediend. In Horná Štubňa obec hebben de treinen nog een stilstand. Sinds 2016 is op deze lijn de categorie "Sneltreinen" gewijzigd in "Regional Express" (Rex). Vanaf de dienstregeling 2020/2021 wordt de lijn bediend door treinen van categorie "R".

## Bergpas Banská Bystrica – Dolná Štubňa
Voor de ontwikkeling van de lijn moesten vele moeilijkheden overwonnen worden. Tijdens het werk stuurde men het ontwerp voortdurend bij, in functie van de vaststellingen tijdens de uitvoering. Het geplande aantal tunnels en hun lengte veranderden tijdens de bouw als gevolg van complexe en onvoorspelbare geologische omstandigheden.
Voor de veeleisende bergpas op de kruising van de keten Veľká Fatra enerzijds, en het vulkanische gebergte Kremnické vrchy anderzijds, was de constructie van 22 tunnels noodzakelijk. Deze kunstwerken werden aangevuld met 112 bruggen en duikers.
De bouw werd aangevangen in 1936. In de maand mei 1938 werkten er 12.339 arbeiders op de werf. De kunstwerken werden ingehuldigd op 19 december 1940, in aanwezigheid van de toenmalige president van Slowakije: Jozef Tiso. 
Vijf jaar later, op het einde van de Tweede Wereldoorlog, werd het merendeel van de viaducten en bruggen verwoest door het terugtrekkende Duitse leger. Na de herstelling van deze kunstwerken werd het verkeer op 17 maart 1946 hervat.

### Tunnels

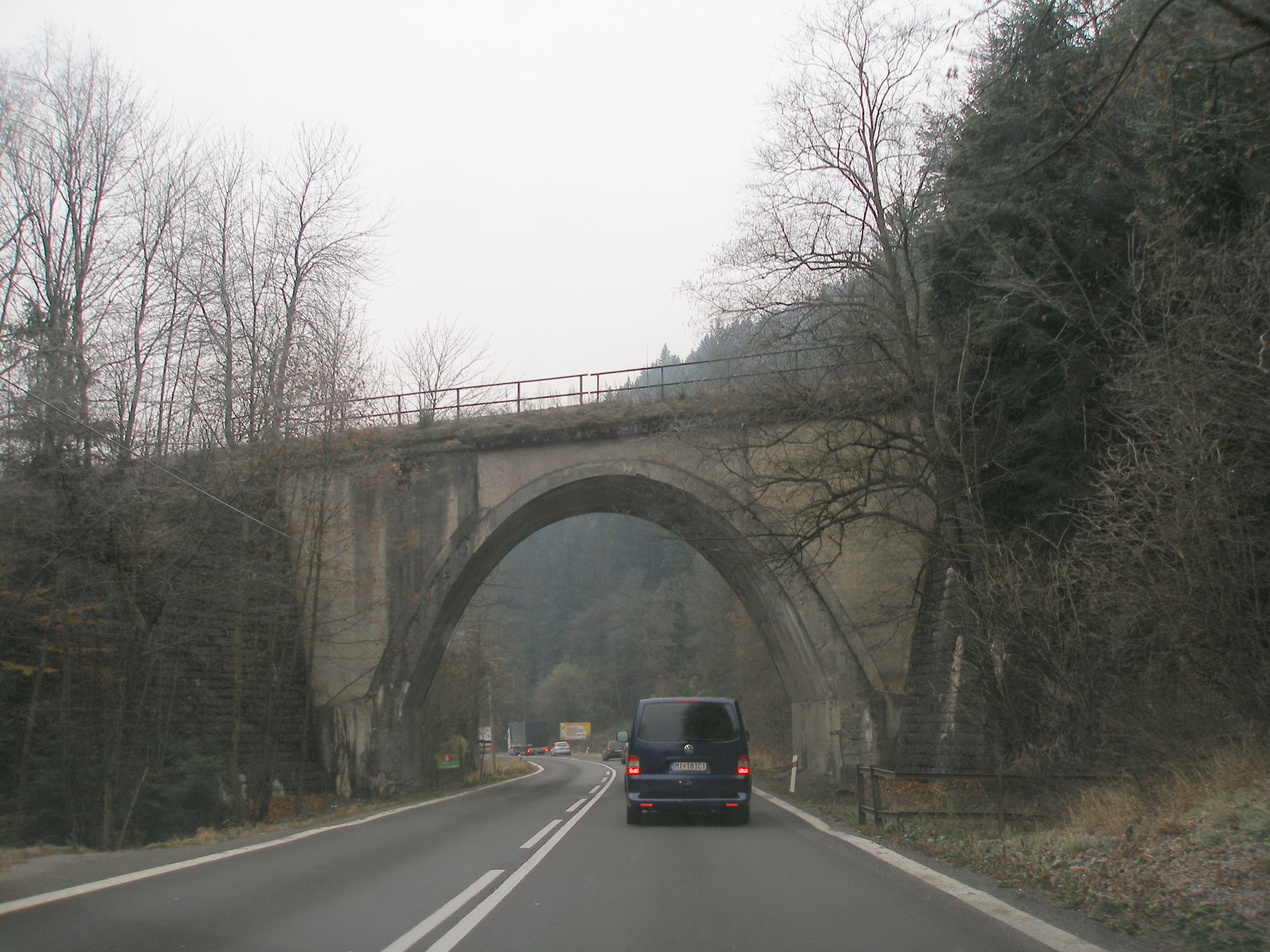
Banská Bystrica

Gedurende vier jaren werden op de lijn Banská Bystrica - Dolná Štubňa tunnels gebouwd, met een totale lengte van 12,211 km.
Aanvankelijk omvatte het project 14 dergelijke kunstwerken en daarom zijn ze genummerd van 1 tot 14. De bijkomende tunnels werden later gekenmerkt door een combinatie van een cijfer en een letter.
Teneinde hoogte te winnen werd tunnel nummer 8 gebouwd in de vorm van een grote boog in twee valleien:
- de vallei van Starohorská (nabij Banská Bystrica) en in
- de vallei van Bystrická.

Deze tunnel (alhoewel bestaande uit twee delen) wordt beschouwd als één constructie, onderbroken door een waterloop.
De langste tunnel van de lijn is nummer 14: Čremošniansky (ook wel Harmanecký) genoemd. Hij meet 4,698 km. Door zijn buitengewone lengte is deze de langste van de Slowaakse Spoorwegen (ŽSR).

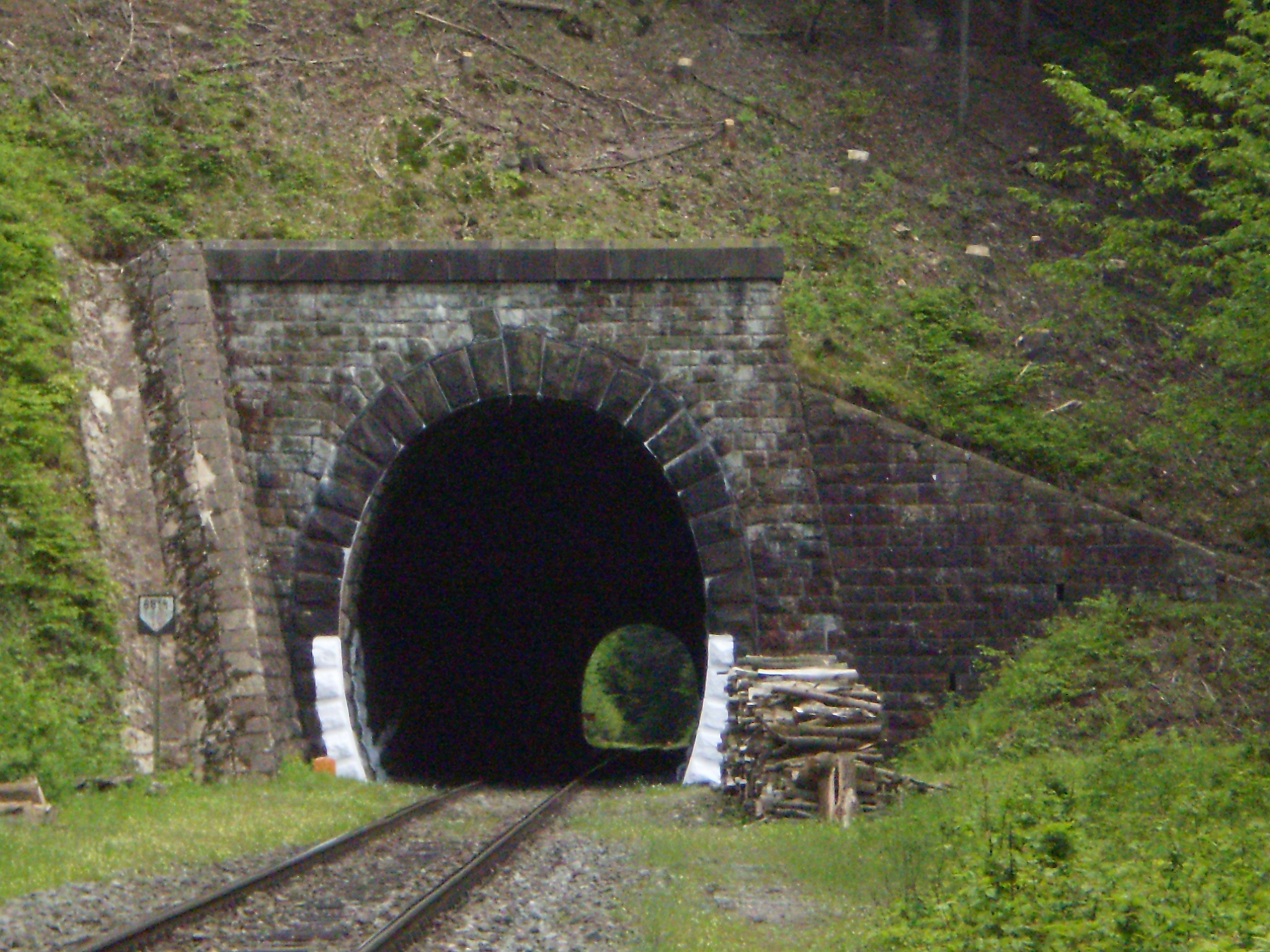
Tunnel op lijn 170.

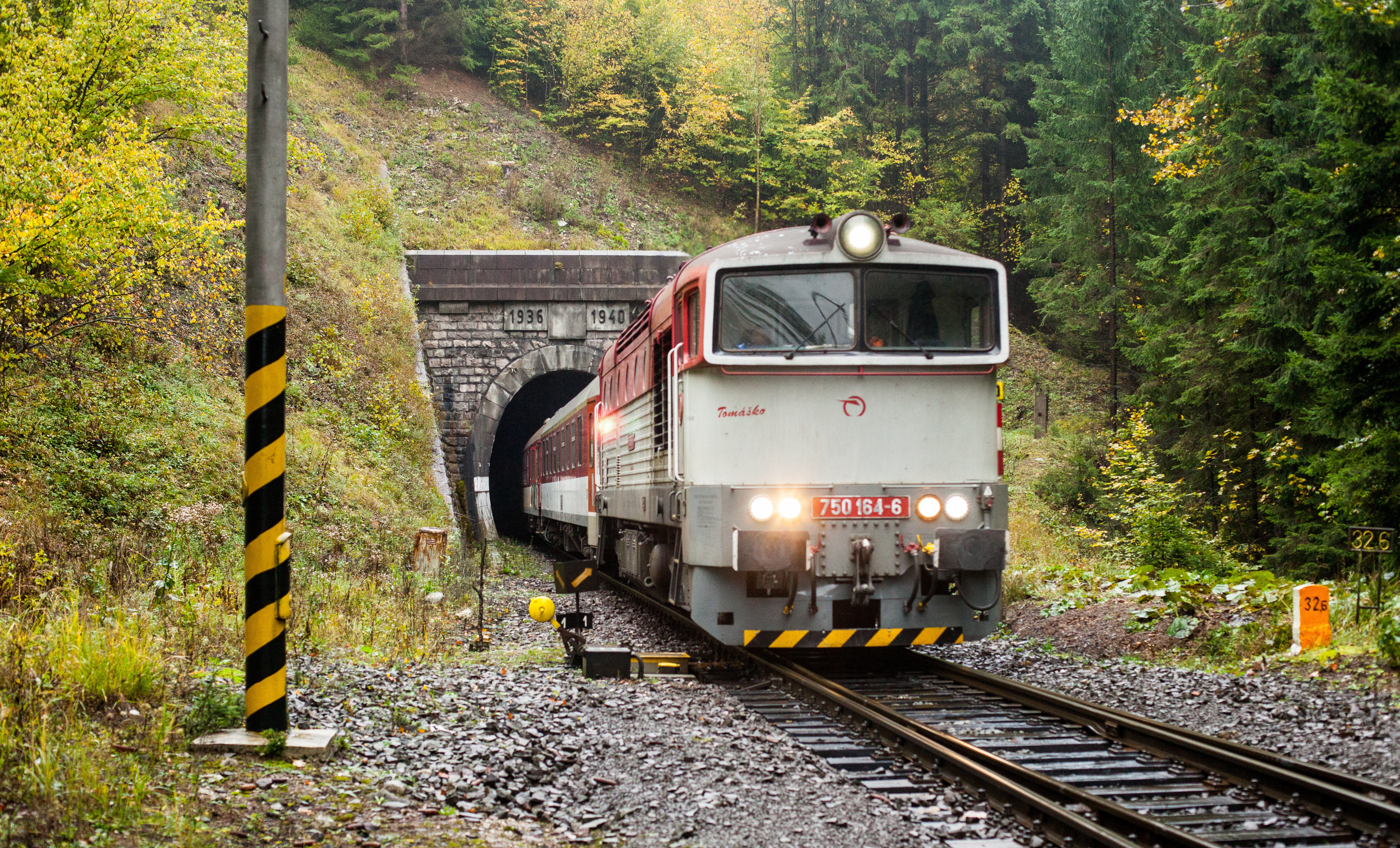
Tunnel op lijn 170.

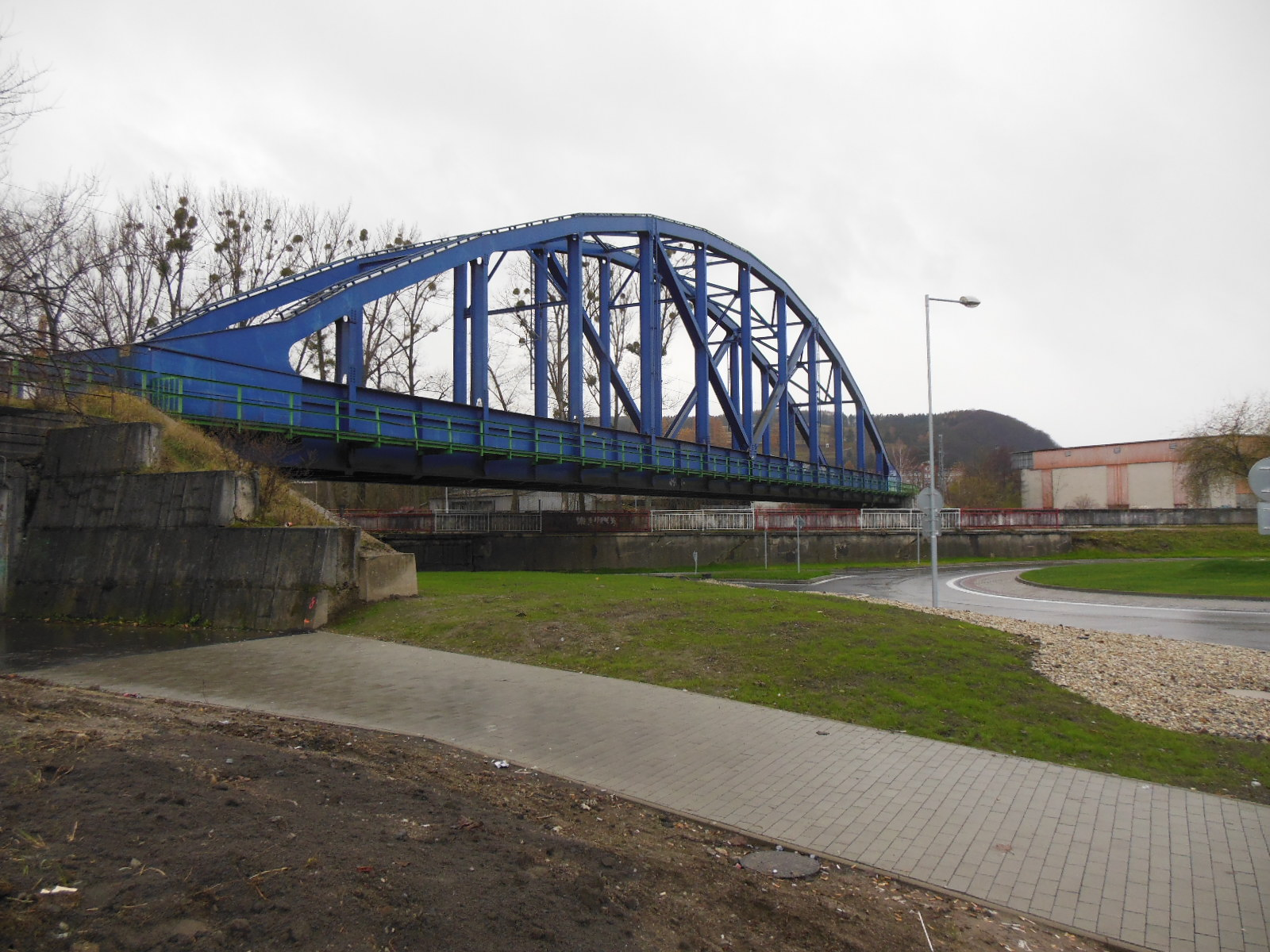
Modry-brug in Banská Bystrica.

| Tunnel nummer | Naam van de tunnel | Lengte in meter | Traject                             |
| ------------- | ------------------ | --------------- | ----------------------------------- |
| 1             | Kačický            | 349,80          | Banská Bystrica – Kostiviarska      |
| 2             | Dolinský I         | 120             | Kostiviarska – Uľanka               |
| 2a            | Dolinský II        | 576             | Kostiviarska – Uľanka               |
| 3             | Polkanovský I      | 900             | Uľanka – Harmanec                   |
| 3a            | Polkanovský II     | 116             | Uľanka – Harmanec                   |
| 4             | Ulmanský I         | 525             | Uľanka – Harmanec                   |
| 4a            | Ulmanský II        | 41,04           | Uľanka – Harmanec                   |
| 4b            | Ulmanský III       | 67,1            | Uľanka – Harmanec                   |
| 4c            | Ulmanský IV        | 50              | Uľanka – Harmanec                   |
| 4d            | Ulmanský V         | 64,28           | Uľanka – Harmanec                   |
| 5             | Čabradský I        | 280             | Harmanec – Dolný Harmanec           |
| 5a            | Čabradský II       | 144             | Harmanec – Dolný Harmanec           |
| 6             | Harmanecký I       | 200             | Harmanec – Dolný Harmanec           |
| 7             | Harmanecký II      | 294             | Dolný Harmanec – Harmanecká jaskyňa |
| 8a            | Japeňský I         | 1133            | Dolný Harmanec – Harmanecká jaskyňa |
| 8b            | Japeňský II        | 756             | Dolný Harmanec – Harmanecká jaskyňa |
| 9             | Grehelský I        | 1300            | Dolný Harmanec – Harmanecká jaskyňa |
| 10            | Grehelský II       | 280             | Dolný Harmanec – Harmanecká jaskyňa |
| 11            | Kosiensky          | 70              | Harmanec jaskyňa – Čremošné         |
| 12            | Rabkynský          | 197             | Harmanec jaskyňa – Čremošné         |
| 13            | Tufenský           | 50              | Harmanec jaskyňa – Čremošné         |
| 14            | Čremošniansky      | 4.698           | Harmanec jaskyňa – Čremošné         |

### Viaducten
Op het moeilijke terrein werden 112 bruggen en duikers gebouwd, waaronder 4 viaducten met massieve stalen muurconstructies en 1 gewelfviaduct van gewapend beton met een boogoverspanning van 55 meter.

## Modernisering
Het traject Vrútky – Martin is geëlektrificeerd met 3 kV gelijkspanning.
De sectie van Zvolen naar Banská Bystrica werd tussen 2004 en 2007 geëlektrificeerd met 25 kV - 50 Hz wisselspanning. In tussentijd werd ook een nieuwe brug over de Hron-rivier gebouwd. De beveiligingsapparatuur, seininrichting en stroomdistributiesystemen werden vernieuwd.
De totale lengte van het geëlektrificeerde spoor is 25,125 km. De kosten bedroegen bijna 38 miljoen euro. Deze werden gedekt door de Europese Gemeenschap en de Slowaakse staatsbegroting.

## Treindienst
Traject:
- Vrútky - Banská Bystrica - Zvolen: sneltreinen, die in hoofdzaak rijden met tussenpozen van twee uren.
- Vrútky - Turčianske Teplice: sneltreinen aangevuld met stoptreinen, die een stilstand hebben in Turčianske Kotlina en verder rijden naar Dolná Štubňa.
- Turčianske Teplice – Banská Bystrica: passagiersvervoer met stoptreinen opgeschort sedert 2012.
- Banská Bystrica - Zvolen:  sneltreinen Banská Bystrica - Bratislava en stoptreinen.

## Stations en haltes

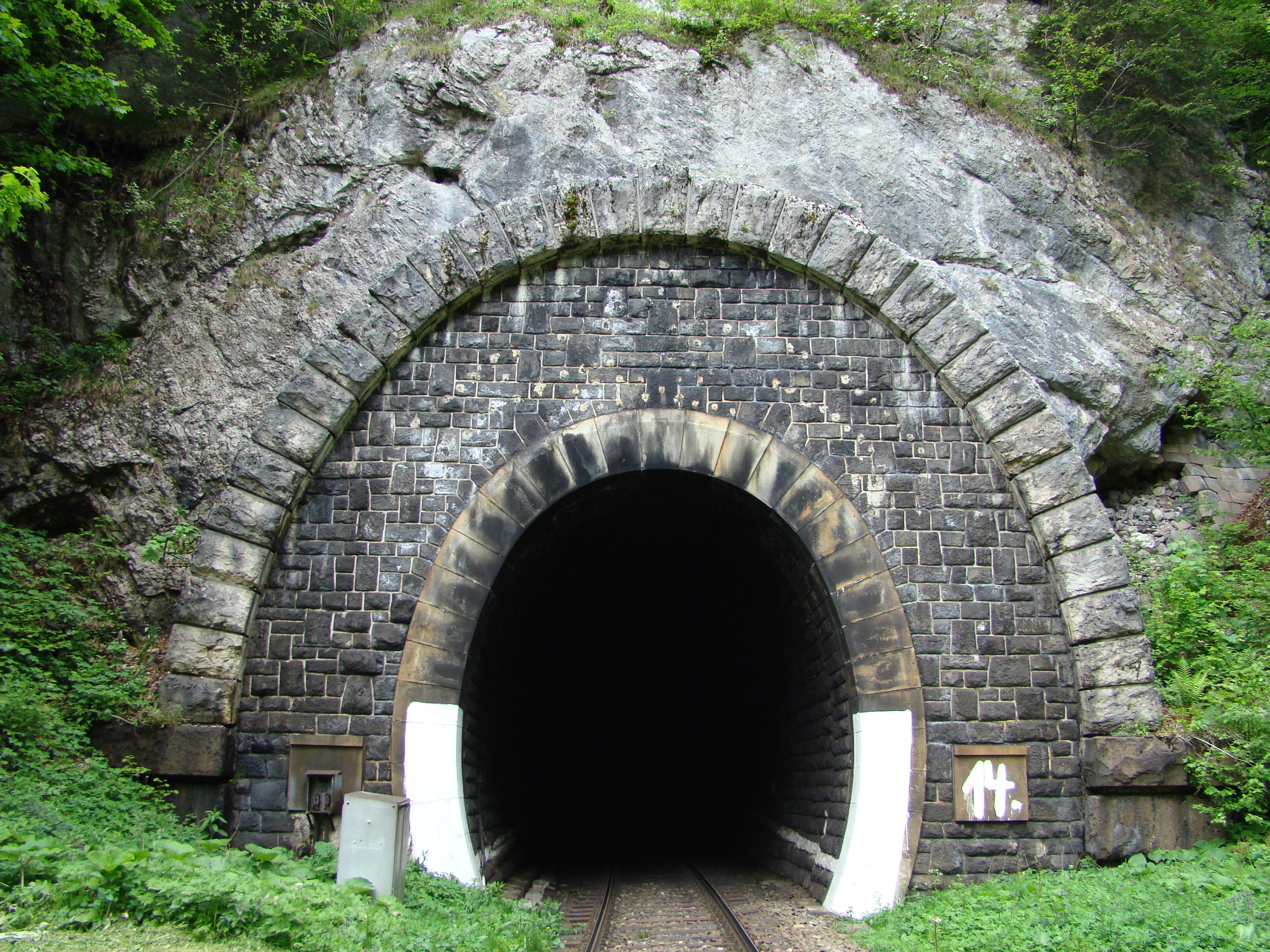
Tunnel nummer 14 (4.698 meter)

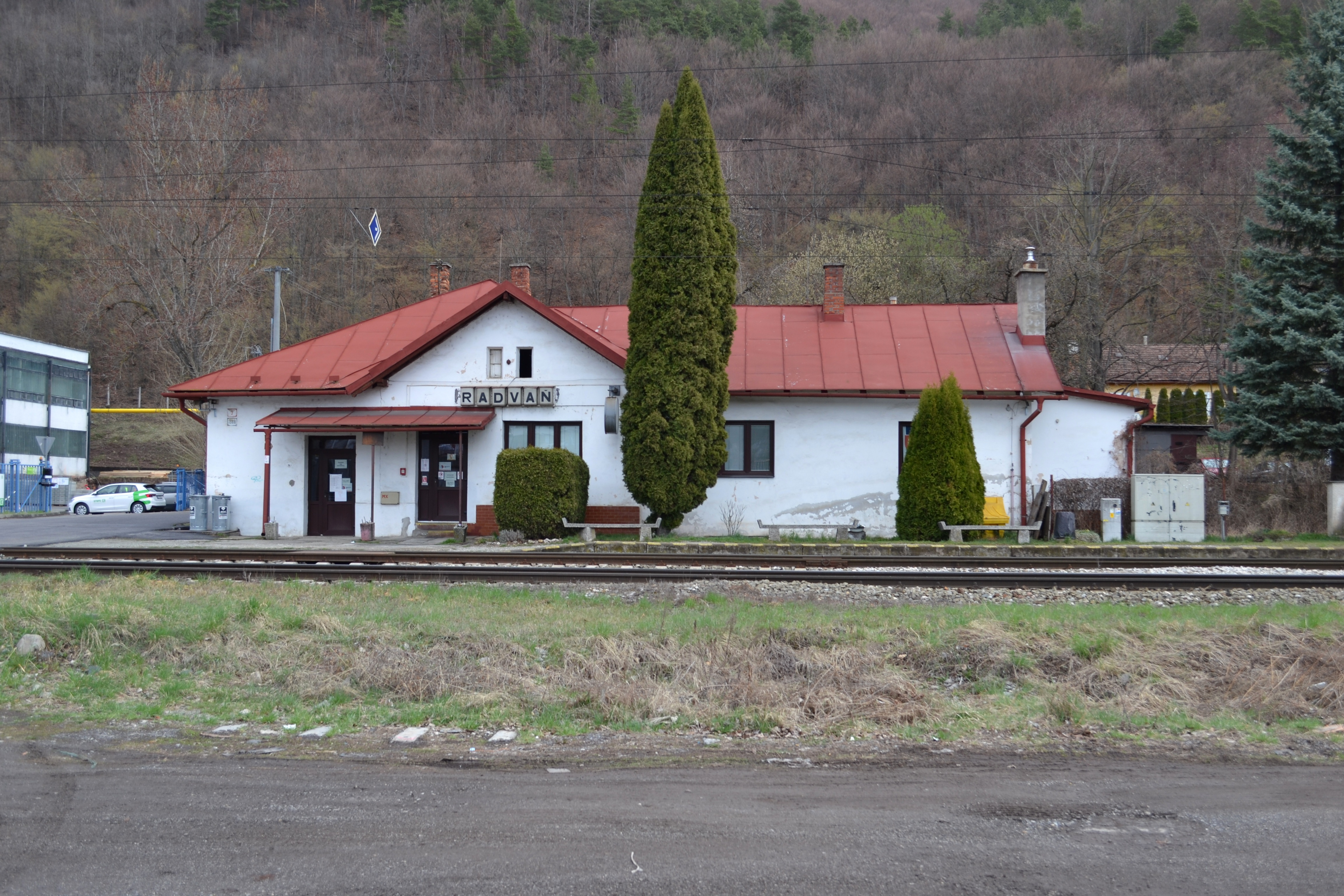
Station Radvaň (Banská Bystrica)

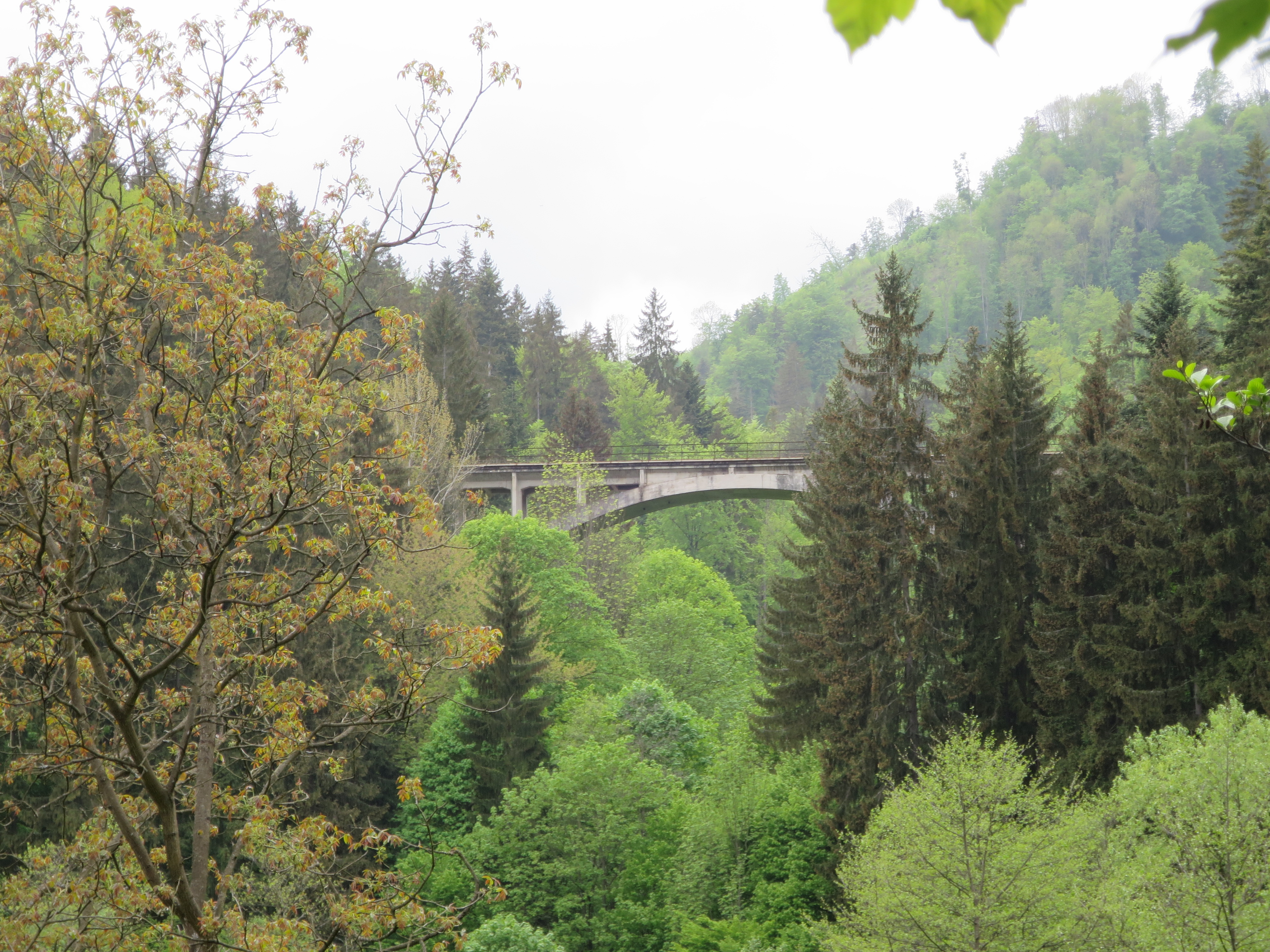
Spoorwegviaduct in
Uľanka (Banská Bystrica) (lijn 170)

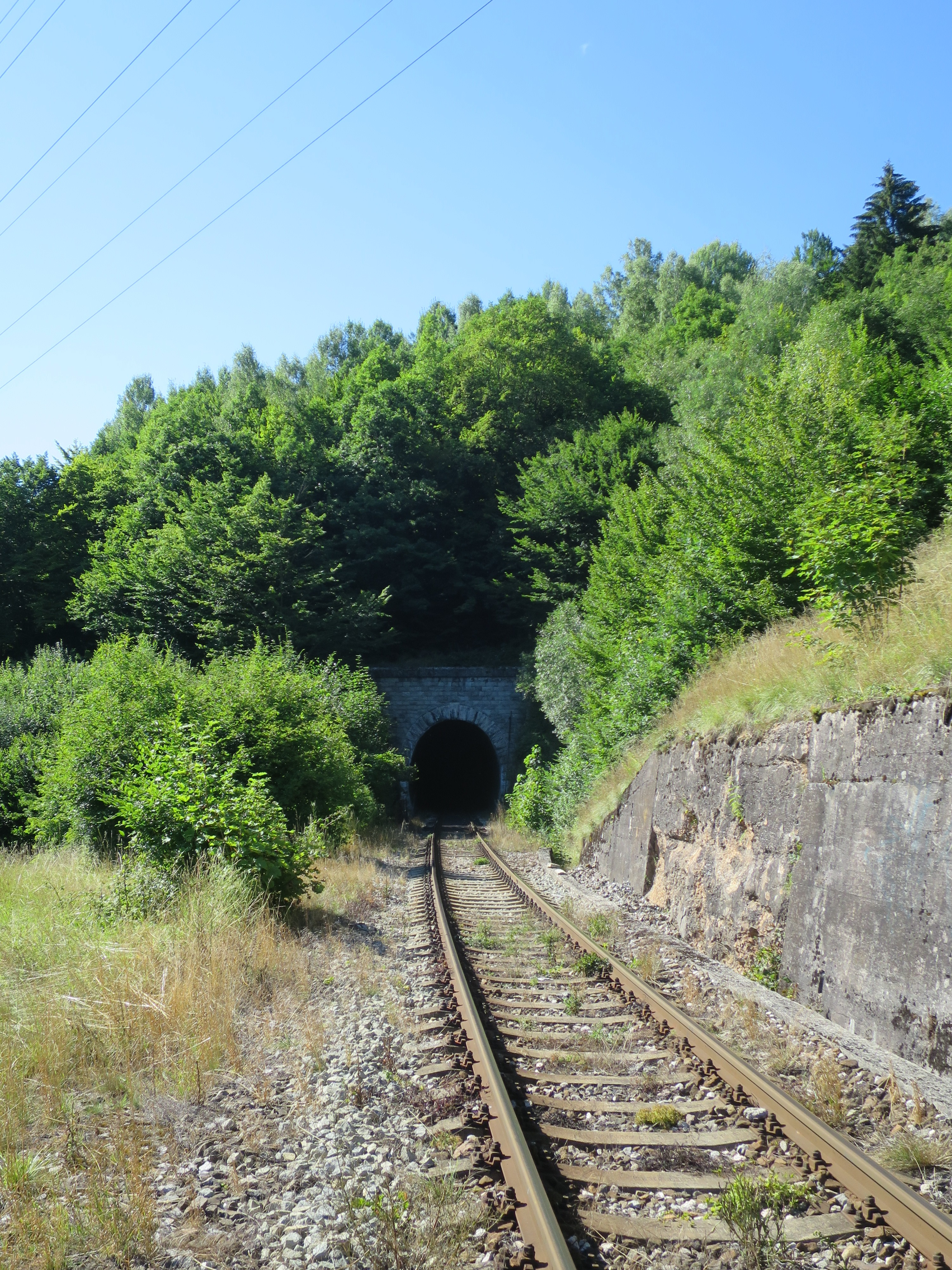
Tunnel Dolinský II (576 meter)

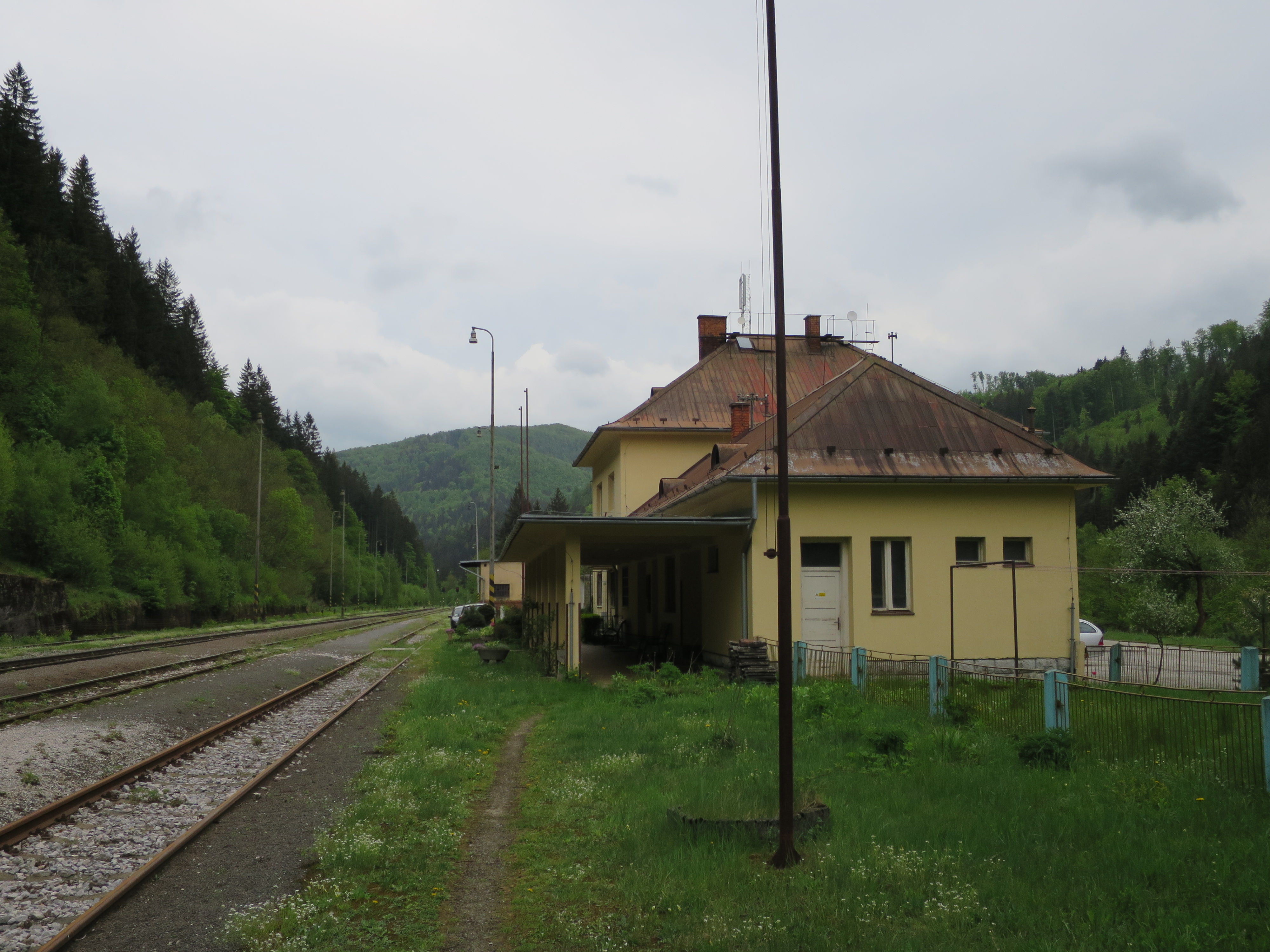
Station Uľanka (Banská Bystrica)

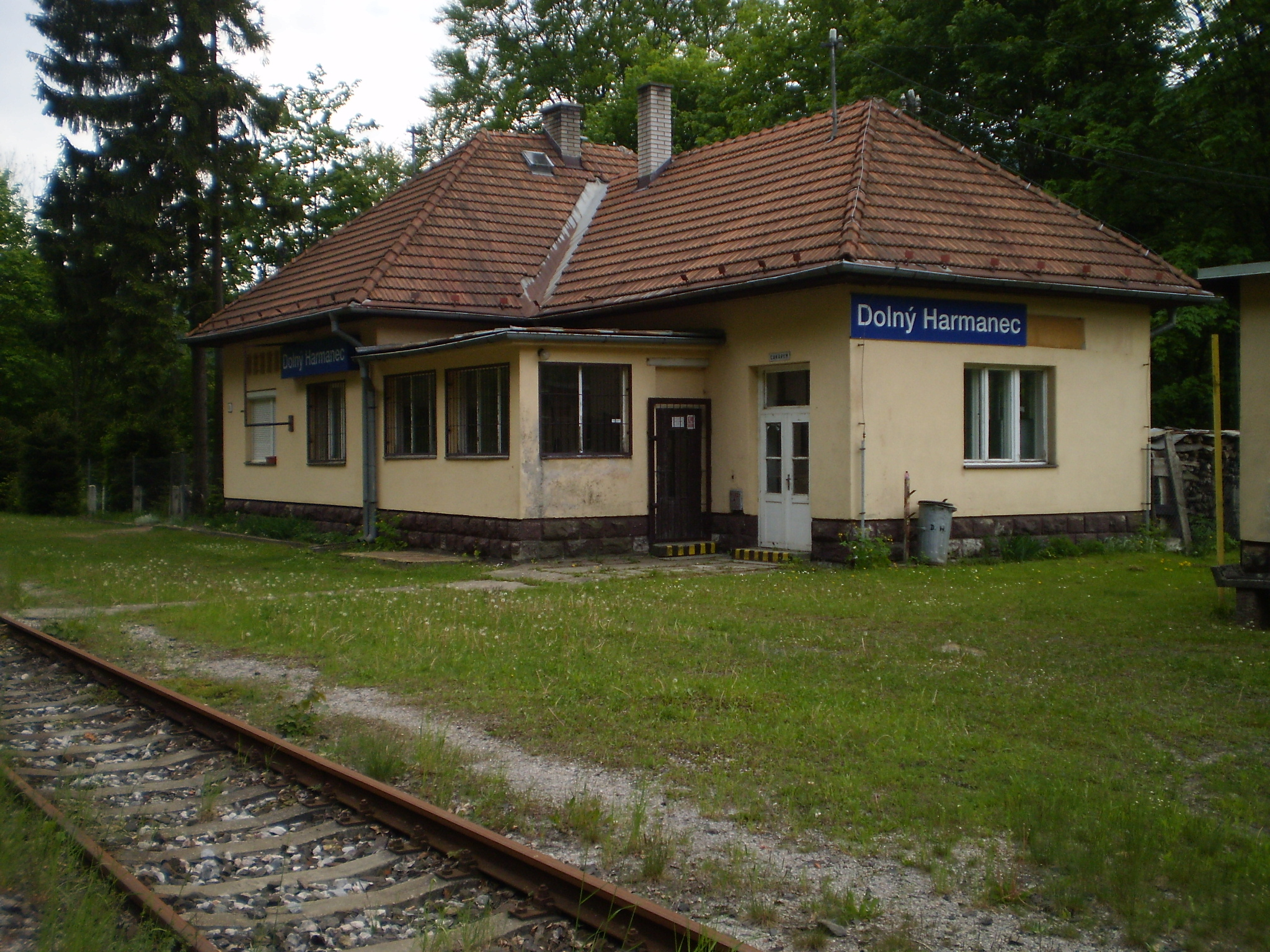
Station Dolný Harmanec

| Afstandspunt   | Station (s) / halte       | Opmerkingen |
| -------------- | ------------------------- | --- |
| 0,000          | Zvolen osobná stanica (s) | • Vertakking naar lijn 150 (Nové Zámky - Zvolen) • Vertakking naar lijn 153 (Zvolen – Čata) • Vertakking naar lijn 160 (Zvolen – Košice) • Vertakking naar lijn 171 (Zvolen – Diviaky)                                 |
| 1,194          | Zvolen mesto              | |
| 5,885          | Sliač kúpele (s)          | |
| 7,738          | Veľká Lúka                | |
| 9,761          | Hronsek                   | |
| 12,231         | Vlkanová (s)              | |
| 17,992         | Radvaň (s)                | |
| 20,043         | Banská Bystrica mesto     | |
|                |                           | Onderbrugging voor de rivier: Hron |
| 21,383         | Banská Bystrica (s)       | • Vertakking naar lijn 172 (Banská Bystrica – Červená Skala) |
| 21,383 0,000   |                           | Afstandspunt |
|                |                           | • Kačický-tunnel: 350 m |
| 5,385          | Kostiviarska (s)          | |
|                |                           | • Kostiviarský viaduct • Dolinský-tunnel I: 120 m • Dolinský-tunnel II: 575 m |
| 11,970         | Uľanka (s)                | |
|                |                           | • Polkanovský-tunnel I: 899 m • Polkanovský-tunnel II: 116 m • Ulmanský-viaduct • Ulmanský-tunnel I: 525 m • Ulmanský-tunnel II: 41 m • Ulmanský-tunnel III: 68 m • Ulmanský-tunnel IV: 50 m • Ulmanský-tunnel V: 64 m |
| 17,583         | Harmanec                  | |
|                |                           | • Čabraďský-tunnel I: 280 m • Čabraďský-tunnel II: 144 m • Harmanecký-tunnel I: 200 m |
| 19,727         | Dolný Harmanec            | |
|                |                           | • Harmanecký-tunnel II: 294 m • Japenský-tunnel I: 1134 m • Japenský-tunnel II: 757 m • Grehelský-tunnel I: 1300 m • Grehelský-tunnel II: 280 m                                                                        |
| 26,325         | Harmanec jaskyňa (s)      | |
|                |                           | • Kosienský-tunnel: 70 m • Rábkinský-tunnel: 197 m • Túfenský-tunnel: 49 m • Čremošniansky-tunnel: 4697 m |
| 32,967         | Čremošné (s)              | |
|                |                           | • Viaduct Glozy • Viaduct Na Vode |
| 39,238         | Horná Štubňa obec         | • Vertakking naar Kremnica |
| 40,670 277,679 |                           | Afstandspunt |
| 281,565        | Turčianske Teplice        | |
| 283,028        | Diviaky (s)               | |
| 286,297        | Malý Čepčín               | |
| 288,933        | Jazernica                 | |
| 292,440        | Kláštor pod Znievom       | |
| 297,040        | Príbovce (s)              | |
| 301,409        | Košťany nad Turcom        | |
| 305,490        | Martin (s)                | |
| 309,330        | Priekopa                  | |
| 310,250        |                           | • Vertakking naar lijn 180 richting Košice |
| 311,985        | Vrútky (s)                | • Vertakking naar lijn 180 richting Žilina |